# Ondina (sous-marin)
Le Ondina (en français : Ondine) est un sous-marin de la classe Sirena (sous-classe de la Serie 600), en service dans la Marine royale lancé au début des années 1930 et ayant servi pendant la Seconde Guerre mondiale.

## Caractéristiques
La classe Sirena était une version améliorée et élargie des précédents sous-marins de la classe Argonauta. La marine italienne décida de commander la construction de la série Sirena alors que la série Argonauta était encore en cours de construction. Le projet initial n’a été que légèrement retouché, quelques améliorations sont apportées et la forme de la coque dans la partie avant est modifiée avec l'adoption de la proue a squalo (requin), caractéristique de tous les sous-marins du Genio Navale Bernardis.
Des études menées par le principal ingénieur de la marine, Pericle Ferretti, ont abouti à la fabrication, dans les années trente, de l'appareil « ML », précurseur du schnorchel. Ces installations, qui auraient apporté d’importantes améliorations en matière de sécurité, d’autonomie, de rapidité et de capacité d’attaque, ont été fabriquées dans le CRDA de Monfalcone en 1934-1935 et commencé à être équipés sur les types Sirena ; cependant, lorsque l'amiral Antonio Legnani devint commandant des sous-marins de la Marine royale en 1937, il fit enlever et démolir les « ML » car il les considérait comme superflues.
Ils déplaçaient 691 tonnes en surface et 850 tonnes en immersion. Les sous-marins mesuraient 60,18 mètres de long, avaient une largeur de 4,66 mètres et un tirant d'eau de 4,66 mètres. Leur équipage comptait 36 officiers et hommes d'équipage.
Pour la navigation de surface, les sous-marins étaient propulsés par deux moteurs diesel Tosi de 675 chevaux (503 kW), chacun entraînant un arbre d'hélice. En immersion, chaque hélice était entraînée par un moteur électrique Marelli de 400 chevaux-vapeur (298 kW). Ces moteurs électriques étaient alimentés par une batterie d'accumulateurs au plomb composée de 104 éléments. Ils pouvaient atteindre 14 noeuds (26 km/h) en surface et 7,5 nœuds (13,9 km/h) sous l'eau. En surface, la classe Sirena avait une autonomie de 5 000 milles nautiques (9 300 km) à 8 nœuds (15 km/h). En immersion, elle avait une autonomie de 72 milles nautiques (133 km) à 4 nœuds (7,4 km/h).
Les sous-marins étaient armés de six tubes lance-torpilles de 53,3 centimètres (21 pouces), quatre à l'avant et deux à l'arrière, pour lesquels ils transportaient un total de 12 torpilles. Ils étaient également armés d'un seul canon de pont de 100 mm (3,9 in) (copie du Canon de 10 cm K10 Škoda) à l'avant de la tour de contrôle (kiosque) pour le combat en surface. L'armement anti-aérien consistait en deux ou quatre mitrailleuses Breda Model 1931 de 13,2 mm.

## Construction et mise en service
Le Ondina est construit par le chantier naval Cantieri Riuniti dell'Adriatico (CDRA) de Monfalcone en Italie, et mis sur cale le 25 juillet 1931. Il est lancé le 2 décembre 1933 et est achevé et mis en service le 19 septembre 1934. Il est commissionné le même jour dans la Marine royale.

## Historique
Une fois en service, le Ondina est déployé à Brindisi, dans le cadre du Xe escadron de sous-marins.
Il est employé en Méditerranée dans des activités de formation, effectuant divers voyages de formation.
Il participe à la guerre civile d'Espagne avec une seule mission qui a duré 17 jours, pendant laquelle il ne voit pas de navires suspects.
Il est ensuite temporairement transféré à Tobrouk en Libye, mais retourne à Brindisi avant que l'Italie n'entre dans la Seconde Guerre mondiale.
Le 27 juin 1940, le sous-marin quitte la base des Pouilles, sous le commandement du lieutenant de vaisseau (tenente di vascello) Vincenzo D'Amato, pour sa première mission de guerre, qui doit être menée au large de la Crète,. Le 1er juillet, dans la soirée, il écoute les bruits d'hydrophone de machines à vapeur et, en fait, lorsqu'il remonte à la surface, il aperçoit deux navires à vapeur qui avancent à grande vitesse et à une grande distance (rendant ainsi impossible l'utilisation de torpilles). Il les suit et les canonne, mais il doit interrompre l'action à cause de la mer agitée (qui rend presque impossible de viser avec précision) et de la vitesse plus élevée des deux cargos, qui ne permettent pas de s'approcher,.
Entre novembre 1940 et janvier 1941, il opère en fonction défensive (anti-sous-marins) dans le golfe de Tarente, ne signalant aucune observation d'unités ennemies,.
Plus tard, il est commandé par le lieutenant de vaisseau Corrado Dal Pozzo,.
En juin 1941, les Britanniques attaquent la Syrie (sous le contrôle de la France de Vichy) et Maricosom (le commandement sous-marin de la Marine royale), pensant que cela aurait pour conséquence une présence considérable de navires britanniques ou alliés en Méditerranée orientale, y envoient quelques sous-marins. Parmi eux le Ondina, qui part le 17 juin à destination d'une zone située entre Chypre et Alexandrie en Égypte,. Le 20 juin, vers huit heures du soir, le sous-marin aperçoit le vapeur turc Refah (3 805 tonneaux de jauge brute), se dirigeant vers Chypre, et qui ne porte pas les marques de la neutralité. Le commandant Dal Pozzo pense donc qu'il navigue pour le compte des Alliés et - à 21h33 - il lui lance trois torpilles à 1 000 mètres de distance. Les torpilles touchent le milieu du navire, provoquant l'explosion des chaudières et le naufrage du vapeur,,.
Vers deux heures de l'après-midi du 11 juillet 1942, sous le commandement du lieutenant de vaisseau Gabriele Andolfi, le Ondina repère deux chasseurs de sous-marins au large de Beyrouth, plonge et passe à l'attaque,,. En fait, les échogoniomètres des deux navires - qui sont les unités britanniques Maid et Walrus - ont déjà détecté la présence du Ondina et commencent à le bombarder avec des grenades sous-marines,,. Après une violente poursuite qui dure plus de deux heures, à 16h35, le sous-marin, gravement endommagé, remonte à la surface et est immédiatement bombardé par les navires ennemis (entre-temps le Maid et Walrus ont été rejoints par deux autres unités) et frappé par un avion avec des bombes, avec l'explosion des réserves de munitions et la mort de quelques hommes. L'équipage du Ondina commence les manœuvres de sabordage et abandonne l'unité, qui coule peu après,,.
Au cours de la bataille, un officier, deux sous-officiers, deux chefs et un marin perdent la vie, tandis que le reste de l'équipage a été fait prisonnier par les deux unités britanniques,,.
Au total, le Ondina avait effectué 15 missions offensives exploratoires et 6 missions de transfert, parcourant un total de 11 556 milles nautiques (21 400 km) en surface et 2 861 milles nautiques (5 298 km) sous l'eau.